# آماندا چیدستر
آماندا چیدستر (انگلیسی: Amanda Chidester؛ زادهٔ ۱۱ آوریل ۱۹۹۰) بازیکن سافت‌بال اهل ایالات متحده آمریکا است.
وی در مسابقات کشوری و بین‌المللی در مجموع برندهٔ ۲ مدال نقره شده‌است.